# Regno di Giudea (Asmonei)
Il Regno di Giudea è stato un regno indipendente esistito dal 140 al 37 a.C., sotto la dinastia degli Asmonei.
I maccabei riuscirono a riottenere l'indipendenza della Giudea dall'Impero seleucide iniziando una nuova dinastia di re ebrei, contestata da alcuni ebrei perché non davidica, anche se discendente dall'eroe Giuda Maccabeo.
Essa regnò sulla Giudea, ma anche su Samaria e Galilea (territori dello scomparso Regno d'Israele). Dopo di loro vi fu la dominazione romana e il regno vassallo della dinastia erodiana.
I primi sovrani usarono il titolo di "etnarca", mentre solo i successivi si proclamarono "re". La breve parte del Talmud ebraico che parla di loro definisce gli Asmonei come "Re d'Israele".